# Eustache de Béthisy
Pour les articles homonymes, voir Béthisy.
Le comte Eugène Eustache de Béthisy-Verberie (Montiers, 5 janvier 1739 - Paris, 14 juin 1823) est un officier général français.

## Biographie
Fils d'Eugène Eléonor de Béthisy, marquis de Mézières, lieutenant-général des armées du Roi, gouverneur de Longwy, et d'Henriette Élisabeth Julie Tarteron de Montiers, il nait à Montiers, dans l'actuel département de l'Oise, chez ses grands-parents maternels.
Il est le petit-fils d'Eugène de Béthisy, marquis de Mézières, lieutenant-général des armées du Roi, et le frère d'Henri Benoît Jules de Béthisy de Mézières, évêque d'Uzès, député du clergé aux États généraux de 1789.
Le portrait de son père et celui de la sœur de celui-ci, peint vers 1714 par Alexis Simon Belle, figure dans les collections du Musée national des châteaux de Versailles et Trianon.
Il entre au service en 1750, comme enseigne de la compagnie colonelle, dans le régiment de son cousin germain, le prince de Rohan Rochefort.
En 1756, il sert brillamment à la bataille de Minorque, à la tête d'une compagnie, sous le duc de Richelieu, fait les campagnes en Allemagne pendant la guerre de Sept Ans, contribue au gain de la bataille de Johannisberg en 1762.
Il est blessé à plusieurs reprises. Promu colonel aux grenadiers de France, il commande en second le régiment des grenadiers royaux de Cambis.
Après le traité de Paris, en 1763, il entre comme colonel aux grenadiers de France, puis commande successivement le régiment de Cambrésis (1765), le régiment de Poitou (1770), les grenadiers royaux de Picardie (1778).
En 1780, il est promu brigadier des armées du Roi, puis en 1781 maréchal de camp et nommé en 1782 inspecteur d'infanterie.
Nommé en mai 1789 commandant intérimaire à Toulon, il est en butte aux menées révolutionnaires qui gênent son commandement et le poussent à émigrer en 1791.
Il est l'héritier de la terre de Mézières-en-Santerre, en Picardie, près d'Amiens. Par suite de son émigration, ce domaine est saisi pendant la Terreur, puis vendu comme bien national. Le château en est rapidement détruit.
En émigration, il fait les campagnes de 1792 et 1793 dans l'armée de Condé, en 1795, il est colonel d'un régiment français de son nom à la solde anglaise. Il est blessé à deux reprises : à l'attaque de Wissembourg, le 17 octobre 1792, et en servant comme brigadier de la brigade de Holenlohe.
En 1795, il est fait grand-croix de l'ordre royal et militaire de Saint-Louis.
Il entre au service de l'Autriche en 1797, en qualité de général-major.
Il ne regagne la France qu'en 1814, à la suite de Louis XVIII, qui, à la faveur de la première Restauration, le fait lieutenant-général de ses armées.
En 1816, il est gouverneur de la 12e division militaire ; en 1822, il est nommé gouverneur du palais des Tuileries.
A la seconde Restauration, il demanda sans succès à être nommé Pair de France, ce qui fut accordé juste après sa mort à son fils.
Il meurt à Paris en 1823.

### Mariage et descendance
Il épouse le 24 mai 1767 Adélaïde Charlotte Marie Octavie du Deffand, fille d'Eustache, marquis du Deffand, et de Marie Dupuis d'Igny. Dont :
- Charlotte Marie Eugénie Octavie de Béthisy (19 avril 1768 - 8 octobre 1769) ;
- Constance Françoise de Béthisy (11 juillet 1769 - 22 juillet 1770) ;
- Richard Henri Charles de Béthisy, lieutenant-général, pair de France (9 août 1770 - 5 octobre 1827) ;
- Anne Julie de Béthisy (25 juillet 1773 - 1er juin 1849), mariée en 1795 avec Michel Adam comte Grabowski ;
- Louis Antoine de Béthisy (4 mai 1777 - ) ;
- Claude Étienne de Béthisy (30 mars 1778 - )[6].

### Distinction
- Chevalier (1780) puis commandeur (1787) et Grand croix (1795) de l'ordre royal et militaire de Saint-Louis